# Badminton-Europameisterschaft für Behinderte 2008
Die Badminton-Europameisterschaft für Behinderte 2008 fand vom 21. bis zum 25. Mai 2008 in Dortmund statt, in den Hallen des TSC Eintracht Dortmund.

## Medaillengewinner
| Disziplin            | Gold                              | Silber                           | Bronze                           |
| -------------------- | --------------------------------- | -------------------------------- | -------------------------------- |
| Herreneinzel BMSTL2  | Pascal Wolter                     | Oleg Dontsov                     | Alan Oliver                      |
| Herreneinzel BMSTL2  | Pascal Wolter                     | Oleg Dontsov                     | Max Altenkamp                    |
| Herreneinzel BMSTL3  | Oded Habshush                     | Jan-Niklas Pott                  | Bruno Forbes                     |
| Herreneinzel BMSTL3  | Oded Habshush                     | Jan-Niklas Pott                  | Eli Karadi                       |
| Herreneinzel BMSTL3a | Peter Schnitzler                  | Vincente Henares                 | Scott Richardson                 |
| Herreneinzel BMSTU5  | Eyal Bechar                       | Frank Dietel                     | Jonathan Levy                    |
| Herreneinzel BMSTU5  | Eyal Bechar                       | Frank Dietel                     | Mikhail Chiviksin                |
| Herreneinzel BMSTD7  | Niall McVeigh                     | Alexander Mekhdiev               | Andrew Martin                    |
| Herreneinzel BMSTD7  | Niall McVeigh                     | Alexander Mekhdiev               | Oliver Clarke                    |
| Herreneinzel BMSTL1  | Katrin Seibert                    | Sergei Nefjodow                  | Alfonso Otero                    |
| Herreneinzel BMSTL1  | Katrin Seibert                    | Sergei Nefjodow                  | Simón Cruz Mondejar              |
| Herreneinzel BMSTL2a | Jens Behnke                       | William Smith                    | Evgeni Khodakov                  |
| Herreneinzel BMW2    | Thomas Wandschneider              | Avni Kertmen                     | Shimon Shalom                    |
| Herreneinzel BMW2    | Thomas Wandschneider              | Avni Kertmen                     | David Toupé                      |
| Herreneinzel BMW3    | Quincy Michielsen                 | Moshe Zahavi                     | Makbal Shofania                  |
| Herreneinzel BMW3    | Quincy Michielsen                 | Moshe Zahavi                     | Michael Mykler                   |
| Dameneinzel BMW2     | Nina Gorodetzky                   | Elke Rongen                      | Carola Bohn                      |
| Dameneinzel BMW2     | Nina Gorodetzky                   | Elke Rongen                      | Tanja Schröter                   |
| Dameneinzel BMW3     | Carol de Meĳer                    | Lia Schuuring                    | Gertrud Salewski                 |
| Dameneinzel BMW3     | Carol de Meĳer                    | Lia Schuuring                    | Monika Meinhold                  |
| Herrendoppel BMSTD7  | Oliver Clarke Andrew Martin       | Krysten Coombs Niall McVeigh     | Pierre Estorges Luke Irvine      |
| Herrendoppel BMSTL2  | Jens Behnke Pascal Wolter         | Alan Oliver Katrin Seibert       | William Smith Nick Turley        |
| Herrendoppel BMSTL2  | Jens Behnke Pascal Wolter         | Alan Oliver Katrin Seibert       | Oleg Dontsov Sergei Nefjodow     |
| Herrendoppel BMSTL3  | Oded Habshush Eli Karadi          | Lutz Sauppe Peter Schnitzler     | Meva Singh Dhesi Bruno Forbes    |
| Herrendoppel BMSTL3  | Oded Habshush Eli Karadi          | Lutz Sauppe Peter Schnitzler     | Jan-Niklas Pott Scott Richardson |
| Herrendoppel BMSTU5  | Eyal Bechar Jonathan Levy         | Mikhail Chiviksin Antony Forster | Michael Benthele Hans-Peter Heil |
| Herrendoppel BMW2    | Avni Kertmen Thomas Wandschneider | Yury Stepanov David Toupé        | Emil Garbelmann Stefan Haas      |
| Herrendoppel BMW2    | Avni Kertmen Thomas Wandschneider | Yury Stepanov David Toupé        | Manfred Steinhart Bernd Worf     |
| Herrendoppel BMW3    | Makbal Shofania Moshe Zahavi      | Ton Hollaar Quincy Michielsen    | David Holz Sigmund Mainka        |
| Herrendoppel BMW3    | Makbal Shofania Moshe Zahavi      | Ton Hollaar Quincy Michielsen    | Klaus Gröning Klaus Pöhler       |
| Damendoppel BMW2     | Carola Bohn Elke Rongen           | Tanja Schröter Doreen Sobotta    | Sonja Häsler Ulrike Kriebel      |
| Damendoppel BMW3     | Carol de Meĳer Lia Schuuring      | Tanja Eggert Monika Meinhold     | Nina Gorodetzky Gertrud Salewski |
| Mixed BMW2           | David Toupé Tanja Schröter        | Manfred Steinhart Elke Rongen    | Avni Kertmen Carola Bohn         |
| Mixed BMW2           | David Toupé Tanja Schröter        | Manfred Steinhart Elke Rongen    | Shimon Shalom Nina Gorodetzky    |
| Mixed BMW3           | Quincy Michielsen Carol de Meĳer  | Moshe Zahavi Corinna Gerdum      | Klaus Pöhler Monika Meinhold     |
| Mixed BMW3           | Quincy Michielsen Carol de Meĳer  | Moshe Zahavi Corinna Gerdum      | Ton Hollaar Lia Schuuring        |